# Igreja de São Lázaro (Norte Pequeno)
A Igreja de São Lázaro (Norte Pequeno) é um templo religioso cristão localizado na freguesia do Norte Pequeno, concelho da Calheta, ilha de São Jorge, arquipélago dos Açores.
A existência de uma construção religiosa nesta freguesia é muito antiga visto que o primeiro edifício religioso aqui construído, uma pequena ermida data de 1690.
Tratou-se na altura de uma ermida, dedicada a São Lázaro.
Em 1712 esta ermida foi elevada a curato. Em 1748 a ermida foi desligada da Igreja Matriz da Calheta, a Igreja de Santa Catarina (Calheta), passando a ter estatuto próprio.
No ano de 1757 esta ermida foi destruída por um terramoto. Depois deste acontecimento e por iniciativa do padre Nicolau António Silveira, deu-se inicio a actual igreja. As obras foram efectuadas por José de Avelar de Melo e terminadas 1761.